# Draft NFL 1949
Il Draft NFL 1949 si è tenuto il 21 dicembre 1948 al Bellevue-Stratford Hotel di Philadelphia.

## Primo giro
|  | = Pro Bowler |  | = Hall of Famer |

| Scelta | Squadra             | Giocatore      | Ruolo       | College                     |
| ------ | ------------------- | -------------- | ----------- | --------------------------- |
| 1      | Philadelphia Eagles | Chuck Bednarik | Centro      | Pennsylvania                |
| 2      | Detroit Lions       | Johnny Rauch   | Quarterback | Georgia                     |
| 3      | Boston Yanks        | Doak Walker    | Halfback    | Southern Methodist          |
| 4      | New York Giants     | Paul Page      | Halfback    | Southern Methodist          |
| 5      | Green Bay Packers   | Stan Heath     | Quarterback | Nevada-Reno                 |
| 6      | Pittsburgh Steelers | Bobby Gage     | Back        | Clemson                     |
| 7      | Los Angeles Rams    | Bobby Thomason | Quarterback | Virginia Military Institute |
| 8      | Washington Redskins | Rob Goode      | Back        | Texas A&M                   |
| 9      | Philadelphia Eagles | Frank Tripucka | Quarterback | Notre Dame                  |
| 10     | Chicago Cardinals   | Bill Fischer   | Guard       | Notre Dame                  |
| 11     | Chicago Bears       | Dick Harris    | Center      | Texas                       |

## Hall of Fame
All'annata 2013, quattro giocatori della classe del Draft 1949 sono stati inseriti nella Pro Football Hall of Fame:
- Chuck Bednarik, centro dalla University of Pennsylvania scelto come primo assoluto dai Philadelphia Eagles.

Induzione: Professional Football Hall of Fame, classe del 1967.
- Norm Van Brocklin, quarterback dalla University of Oregon scelto nel quarto giro (37º assoluto) dai Los Angeles Rams.

Induzione: Professional Football Hall of Fame, classe del 1971.
- George Blanda, quarterback dalla University of Kentucky scelto nel 12º giro (119º assoluto) dai Chicago Bears.

Induzione: Professional Football Hall of Fame, classe del 1981.
- Doak Walker, halfback dalla Southern Methodist University scelto come terzo assoluto dai Boston Yanks.

Induzione: Professional Football Hall of Fame, classe del 1986.
- Anche se non indotto, la foto di Wallace Triplett è presente nella Hall of Fame come riconoscimento per essere stato il primo giocatore afroamericano e venire scelto nel draft e a giocare nella NFL.